# غاينا (شركة)
غاينا (باليابانية: 株式会社ガイナ، بالروماجي: Kabushiki-gaisha Gaina) كانت تعرف سابقًا باسم فوكوشيما غايناكس هي شركة واستوديو رسوم متحركة ياباني، تأسست في 20 مارس عام 2015، ويقع مقرها في مدينة كوغاني في طوكيو.

## أعمال الاستوديو

### مسلسلات أنمي تلفزيونية
- غابة البيانو (2018–2019)[3][4]
- أكاديمية الإنقاذ (2021)[5]
- جريندايزر U (2024)[6]

## وصلات خارجية
- الموقع الرسمي باللغة اليابانية
- غاينا (شركة) على موقع ANN company (الإنجليزية)